# 中國茶屋
中國茶屋（德語：Chinesisches Haus）是德國波茨坦無憂宮公園內的一座建築。這座建築修建於腓特烈二世統治時期的1755年至1764年，外觀融合了中國建築和洛可可風格。中國茶室以法國城市呂內維爾的Maison du trefle為建設藍本。
立柱下方镀金的砂岩雕塑是一组吃喝玩乐的中国人形象，但却具有欧洲人的面部特征。

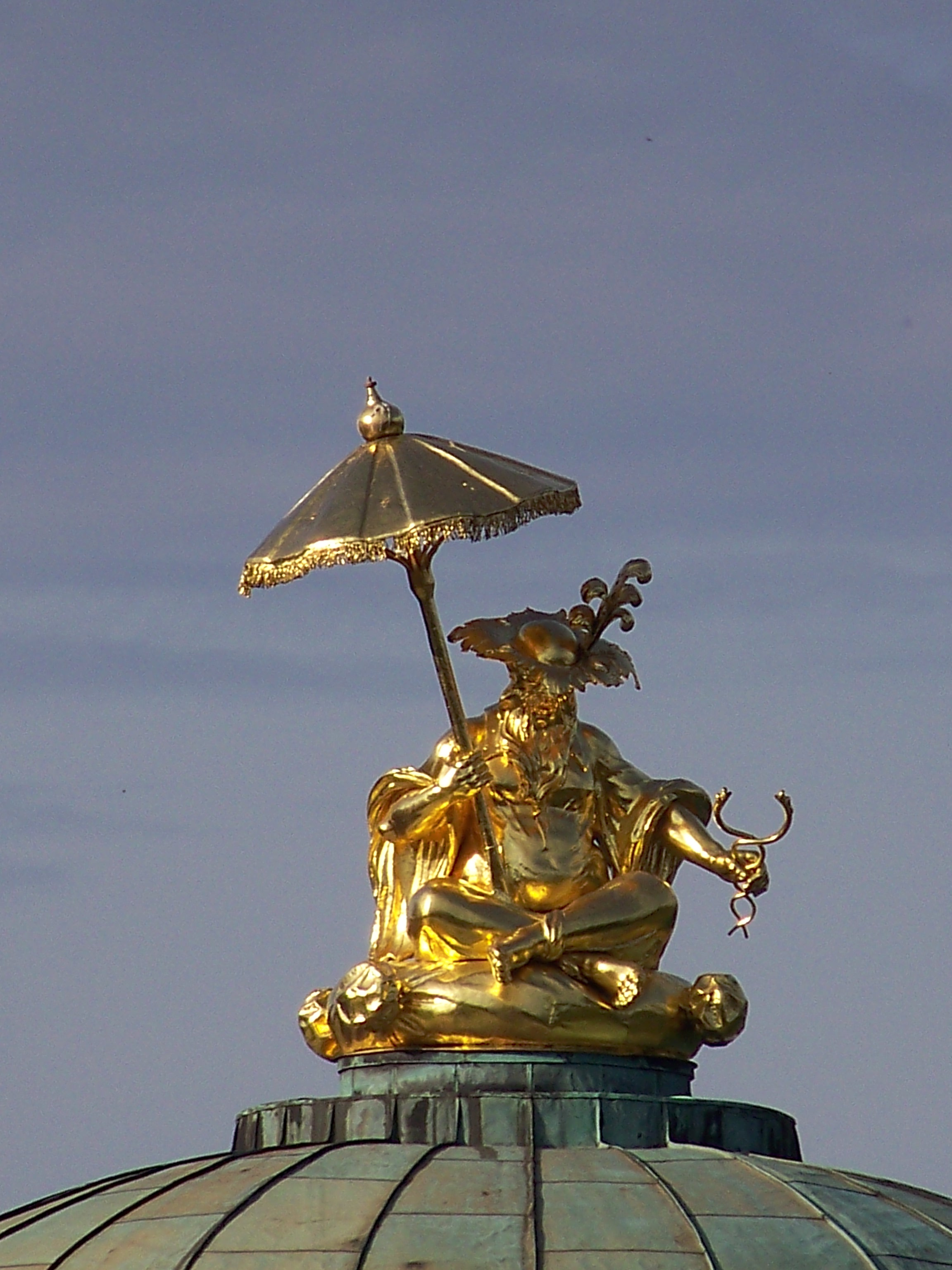
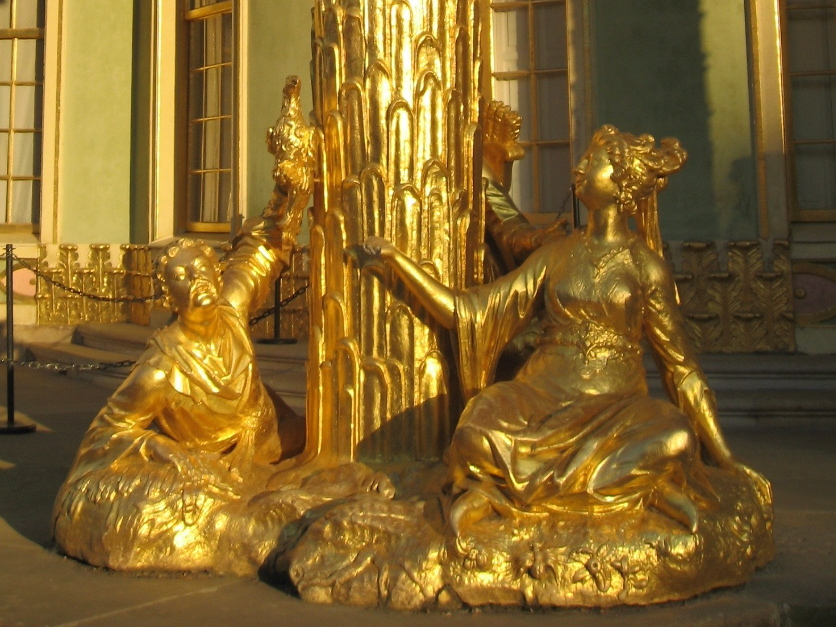
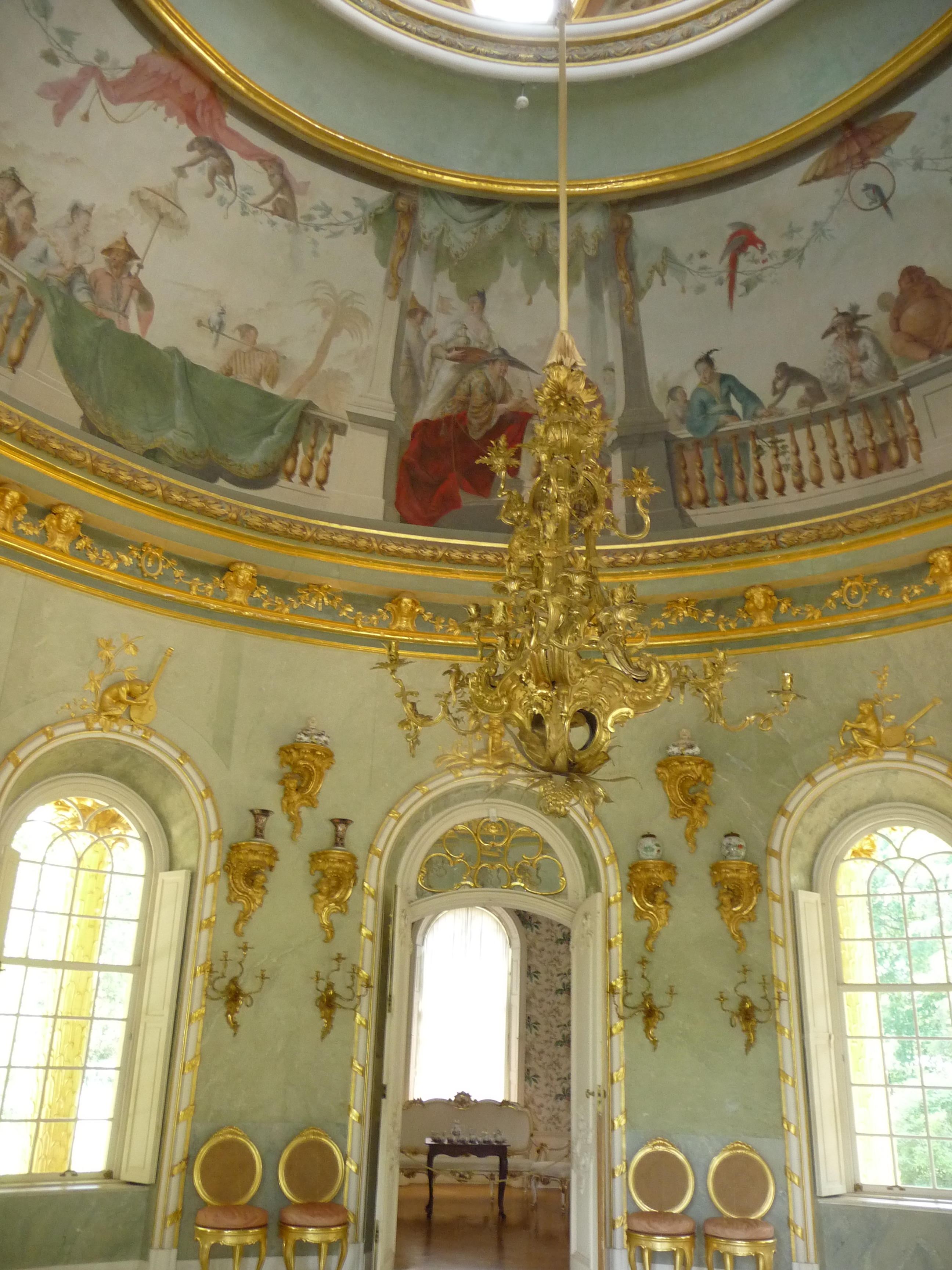
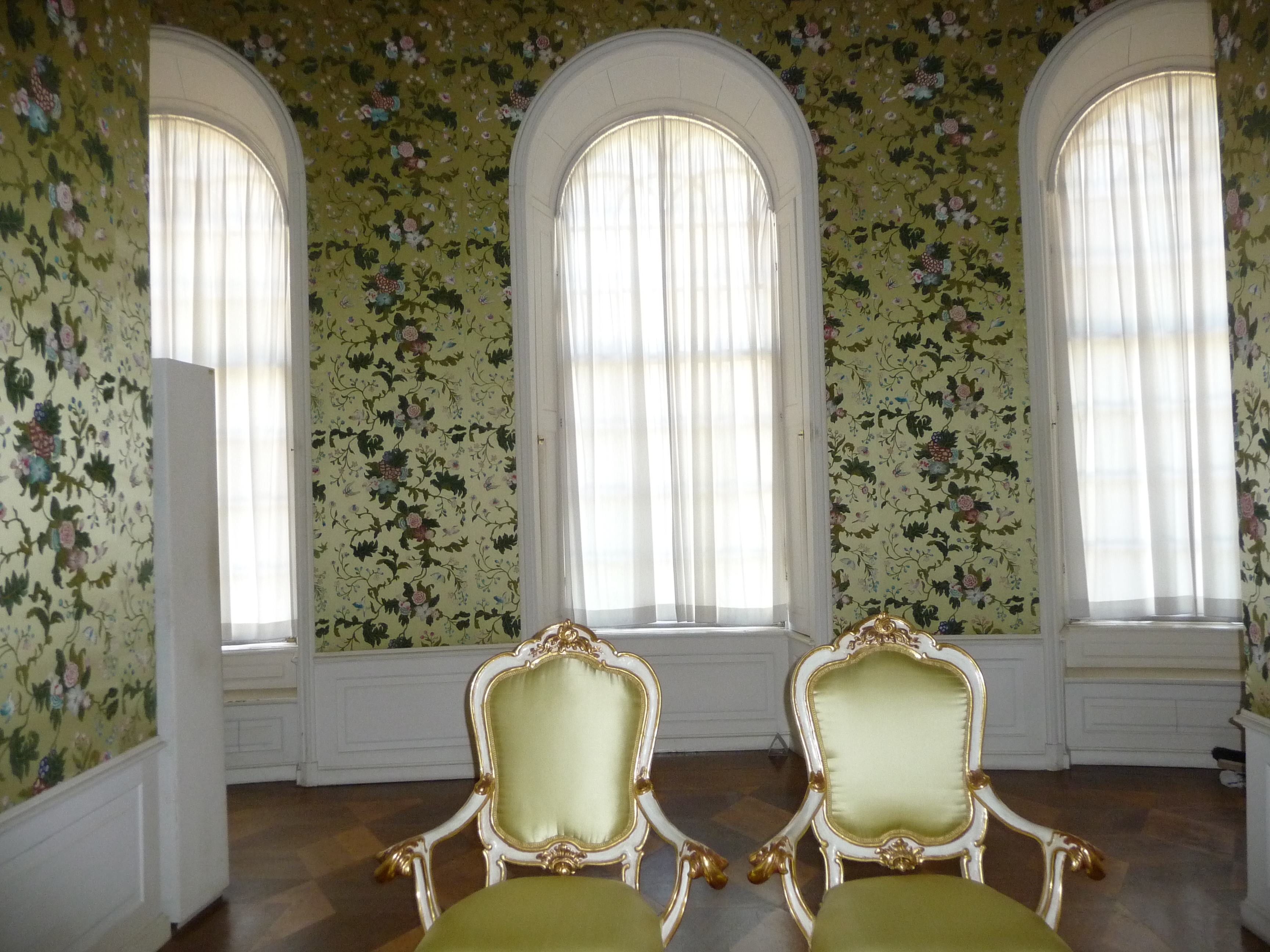

## 外部連結

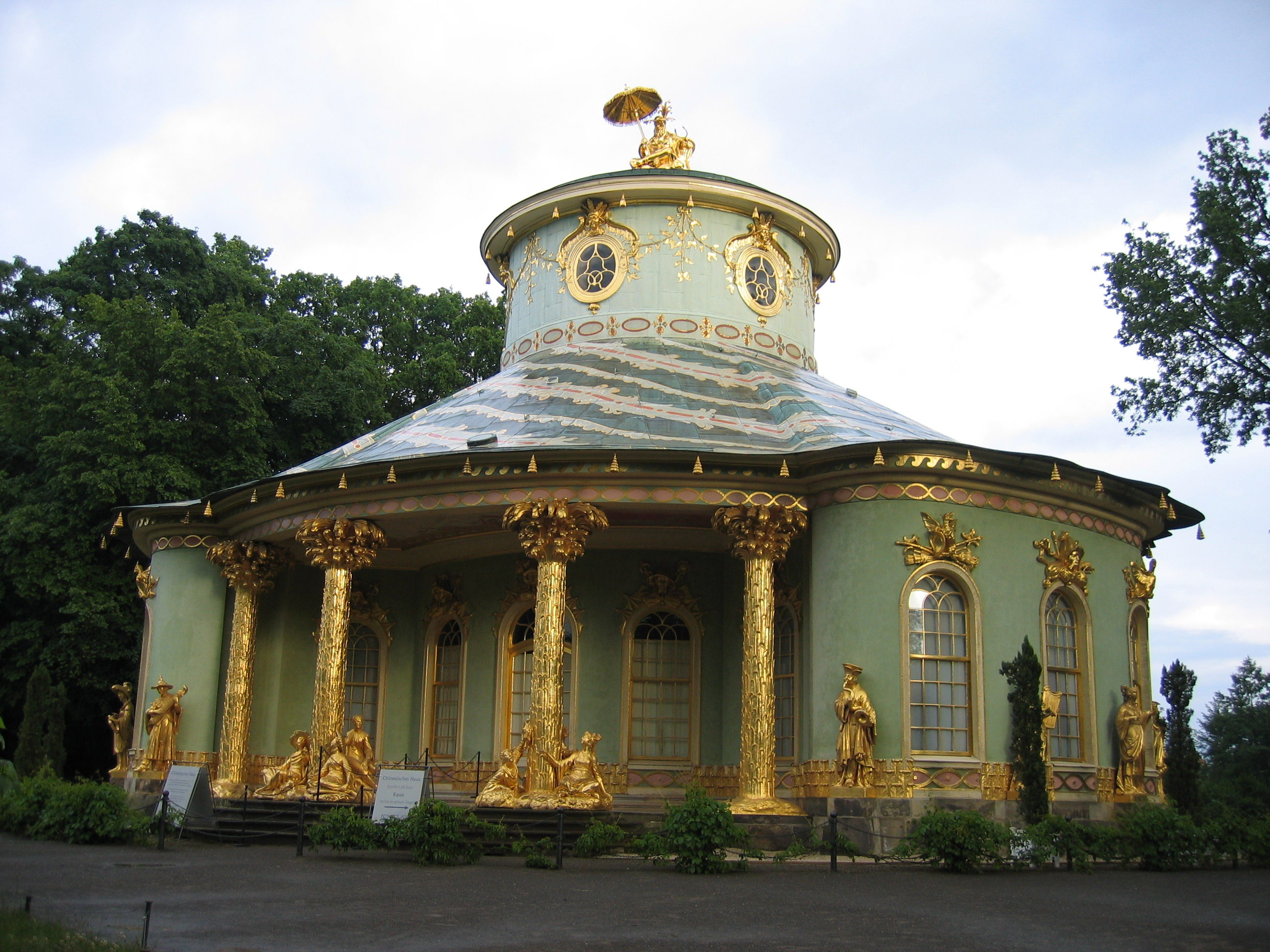
中國茶室

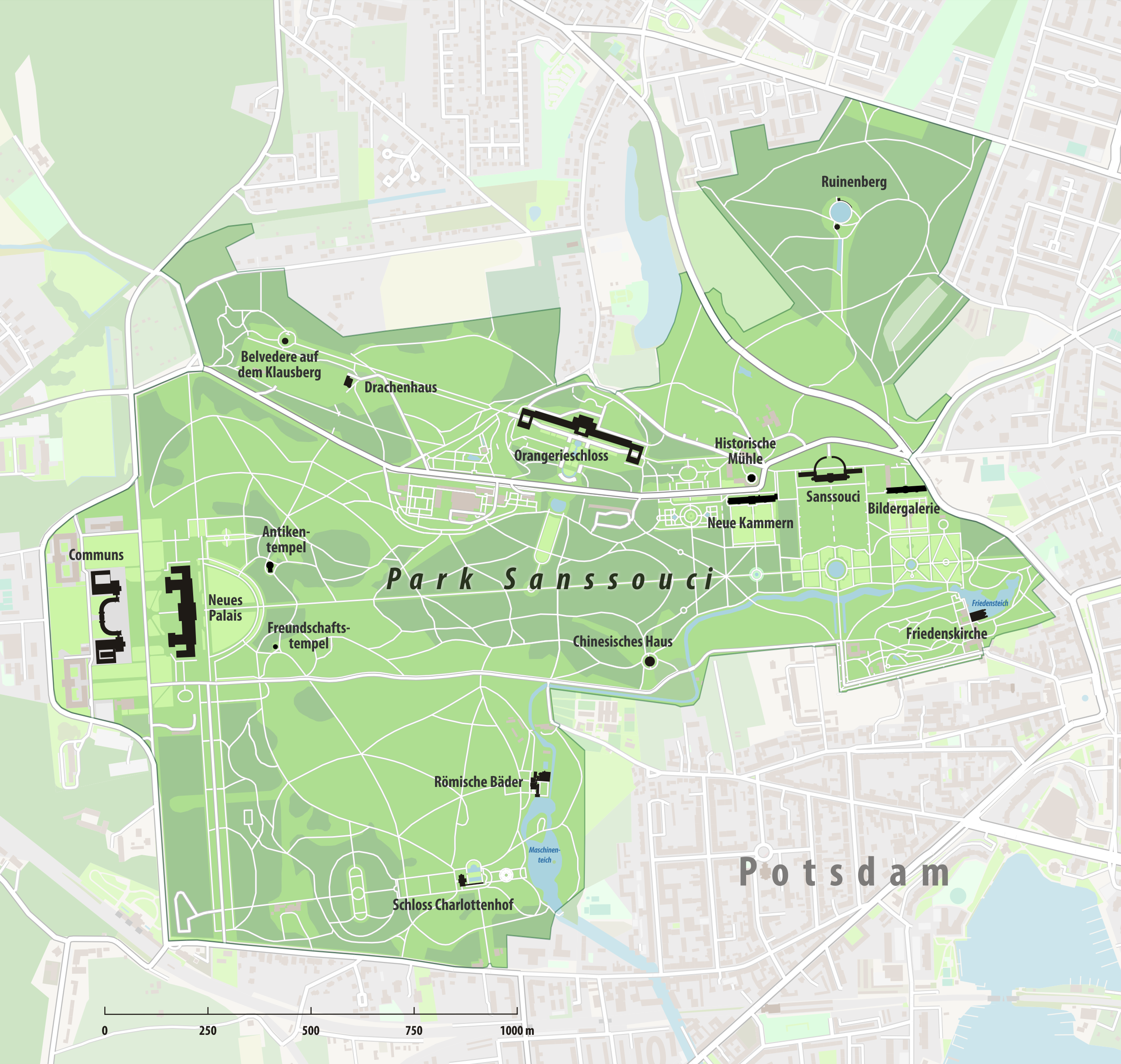
中國茶屋在无忧宫中的位置

- Potsdam from Above - Chinesisches Haus （页面存档备份，存于）

52°24′1″N 13°1′55″E / 52.40028°N 13.03194°E